# The Happenings
The Happenings war ein US-amerikanisches Gesangsquartett, das Anfang der 1960er-Jahre in Fort Dix, New Jersey, gegründet wurde.

## Geschichte
Die vier Gründungsmitglieder lernten sich während der gemeinsamen Armee-Zeit kennen. Sie fingen an zu singen, und nach ihrer Entlassung blieben sie als Gruppe zusammen und nannten sich zunächst The Four Graduates.

Happenings - I Got Rhythm

Anfangs betätigten sie sich überwiegend als Begleitchor bzw. Background-Sänger. So sind sie auf etlichen Aufnahme der Four Seasons zu hören.
Dann lernten sie Ernie Maresca und die Tokens kennen. Diese ermöglichten es ihnen, zwei Singles aufzunehmen. Diese beiden Scheiben („What A Lovely Way To Spend An Evening“ und „Candy Queen“) waren jedoch Flops. 
1965 änderte die Gruppe ihren Namen in The Happenings. Und jetzt wurde bereits die zweite Platte ein Hit: „See You In September“ kletterte 1966 auf Platz 3 der amerikanischen Charts.
Der Song war eine Coverversion eines Stückes aus dem Jahr 1959, und nun blieben The Happenings bei der Strategie, frühere Hits aufzufrischen. Das war auch bei der am 8. April 1967 veröffentlichten Version der Gershwin-Komposition I Got Rhythm der Fall, die sie mit ihren Falsett-Harmonien zum Millionenseller machten.
Die Gruppe tritt noch heute vereinzelt und in stark geänderter Besetzung bei Oldiefestivals im Nordosten der USA auf.

## Mitglieder
- Robert Miranda (Gesang, Gitarre, Orgel)
- Ralph De Vito (Gitarre, Gesang)

ersetzt durch Bernhard La Porta (Gitarre, Gesang)
- John Paiva (Gitarre, Gesang) von 1970 bis 1973
- David Libert (E-Bass, Keyboard)
- Thomas Giuliano (Percussion)

## Diskografie

### Alben
- 1966: The Happenings
- 1966: Back to Back
- 1967: Psycle
- 1968: The Happenings Golden Hits
- 1969: Piece of Mind

### Singles
| Jahr | Titel Album                                          | Höchstplatzierung, Gesamtwochen, AuszeichnungChartplatzierungen (Jahr, Titel, Album, Platzierungen, Wochen, Auszeichnungen, Anmerkungen) | Höchstplatzierung, Gesamtwochen, AuszeichnungChartplatzierungen (Jahr, Titel, Album, Platzierungen, Wochen, Auszeichnungen, Anmerkungen) | Anmerkungen |
| Jahr | Titel Album                                          | UK | US | Anmerkungen |
| ---- | ---------------------------------------------------- | --- | --- | ----------- |
| 1966 | See You In September The Happenings                  | — | US3 (14 Wo.)US |             |
| 1966 | Go Away Little Girl The Happenings                   | — | US12 (9 Wo.)US |             |
| 1966 | Goodnight My Love Back to Back                       | — | US51 (6 Wo.)US |             |
| 1967 | I Got Rhythm Psycle                                  | UK28 (9 Wo.)UK | US3 (13 Wo.)US |             |
| 1967 | My Mammy Psycle                                      | UK34 (5 Wo.)UK | US13 (8 Wo.)US |             |
| 1967 | Why Do Fools Fall In Love Psycle                     | — | US41 (6 Wo.)US |             |
| 1968 | Music Music Music The Happenings Golden Hits         | — | US96 (2 Wo.)US |             |
| 1968 | Breaking Up Is Hard To Do The Happenings Golden Hits | — | US67 (5 Wo.)US |             |
| 1969 | Where Do I Go/Be-In/Hare Krishna (Medley)            | — | US66 (6 Wo.)US |             |